# Буквица (Калиновик)
Буквица је насељено мјесто у општини Калиновик, Република Српска, БиХ. Према попису становништва из 1991. у насељу је живјело 51 становника. Према попису становништва из 2013. у насељу је живјело 7 становника.

## Географија
Село Буквица налази се на око 1100 метара надморске висине у западном дијелу Општине Калиновик.

## Становништво
Према попису становништва из 1991. године, мјесто је имало 51 становника. Већина становништава су били Муслимани. Муслимани се данас углавном изјашњавају као Бошњаци.
Према последњем попису 2013. насеље има 7 становника. Становништво је већински бошњачко.
| Демографија | Демографија | Демографија |
| Година      | Становника  | Становника  |
| ----------- | ----------- | ----------- |
| 1961.       | 142         |             |
| 1971.       | 109         |             |
| 1981.       | 77          |             |
| 1991.       | 50          |             |
| 2013.       | 7           |             |